# Amphientulus zelandicus
Amphientulus zelandicus – gatunek pierwogonka z rzędu Acerentomata i rodziny Acerentomidae.

## Taksonomia
Gatunek ten opisany został w 1986 roku przez Sørena Ludviga Tuxena w 9 tomie Fauna of New Zealnd. 

## Opis
Długość wyciągniętego ciała 950 μm (9,5 mm). Długość przedniej stopy mierzonej bez pazurka 92 μm. Głaszczki szczękowe z pęczkiem i dwoma ściętymi sensillae. Głaszczki wargowe zredukowane z 4 szczecinkami i kiełbaskokształtną sensilla.  Przewód gruczołów szczękowych z sercowatym kielichem (calyx), dystalną naroślą i proksymalną częścią poniżej prawie tak długą jak proksymalns gałąź fulcrum, proksymalnie z 3 kulistymi rozszerzeniami lub prostym rozszczepieniem. Pseudooczka prawie okrągłe, nieco szersze niż długie. Na przednich stopach komplet sensillae, z których większość silnie wydłużona. Pierwsza para odnóży odwłokowych z pęcherzykiem końcowym i 4 szczecinkami, a druga i trzecia z 2 szczecinkami: długą przedwierzchołkową i dość długą boczno-wierzchołkową. Rowkowana przepaska zredukowana, lecz tergum z wyraźnym haczykowatym wzorem. Grzebień VIII segmentu odwłoka  skośny z dość dużymi ząbkami. Łuska genitalna samic (squama genitalis) z długimi, spiczastymi acrostyli, z których każde wyposażone w mały, kwadratowy ząbek środkowy.
|         | I                                | II, III                          | IV, V                            | VI                               | VII                              | VIII                             | IX                 | X                  | XI                | telson            |
| ------- | -------------------------------- | -------------------------------- | -------------------------------- | -------------------------------- | -------------------------------- | -------------------------------- | ------------------ | ------------------ | ----------------- | ----------------- |
| terga:  | {\displaystyle {\tfrac {6}{12}}} | {\displaystyle {\tfrac {6}{16}}} | {\displaystyle {\tfrac {6}{16}}} | {\displaystyle {\tfrac {8}{16}}} | {\displaystyle {\tfrac {6}{16}}} | {\displaystyle {\tfrac {6}{15}}} | {\displaystyle 14} | {\displaystyle 12} | {\displaystyle 6} | {\displaystyle 9} |
| sterna: | {\displaystyle {\tfrac {3}{4}}}  | {\displaystyle {\tfrac {3}{5}}}  | {\displaystyle {\tfrac {3}{6}}}  | {\displaystyle {\tfrac {3}{8}}}  | {\displaystyle {\tfrac {3}{8}}}  | {\displaystyle 4}                | {\displaystyle 4}  | {\displaystyle 4}  | {\displaystyle 6} | {\displaystyle 6} |

## Występowanie
Gatunek ten jest endemitem Nowej Zelandii.